# Temporada 1971-1972 del FC Barcelona
Les dades més destacades de la temporada 1971-1972 del Futbol Club Barcelona són les següents:

## 1972

### Maig
- 4 maig - † Josep Samitier i Vilalta (70 anys. Exjugador 1918-1932 i exentrenador 1944-1948)

## Plantilla[1][2]
| Porters - Miguel Reina - Salvador Sadurní | Defenses - Antoni Torres - Gallego - Joaquim Rifé - Enrique Álvarez Costas - Eladi Silvestre - Bartolomé Paredes | Centrecampistes - Juan Manuel Asensi - Juan Carlos Pérez - Pedro María Zabalza - Marcial Pina - Narcís Martí Filosia - Josep Maria Fusté - José Luis Romero | Davanters - Josep Maria Pérez - Carles Rexach - Teófilo Dueñas - Ramon Alfonseda - Juan Díaz Juanito - Miguel Ángel Bustillo - Lluís Pujol |

## Resultats
| PARTITS |
| --- |
| 13-08-71. TORNEIG CIUDAD DE PALMA BARCELONA-MALLORCA 4-1 15-08-71. TORNEIG CIUDAD DE PALMA BARCELONA-SOFIA 1-2 17-08-71. AMISTÓS CARDEDEU-BARCELONA 3-10 21-08-71. AMISTÓS GRANOLLERS-BARCELONA 0-2 21-08-71. AMISTÓS BLANES-BARCELONA 2-5 24-08-71 . "JOAN GAMPER" BARCELONA-HONVED 1-1 /8-4/ penals 25-08-71 . "JOAN GAMPER" BARCELONA-CHACARITAS JUNIORS 1-0 29-08-71. AMISTÓS ZARAGOZA-BARCELONA 0-1 05-09-71. LLIGA BARCELONA-REAL SOCIEDAD 3-0 12-09-71. LLIGA ESPANYOL-BARCELONA 3-0 15-09-71. RECOPA DESTILLERY-BARCELONA 1-3 19-09-71. LLIGA BARCELONA-LAS PALMAS 1-2 22-09-71. COPA DE FIRES BARCELONA-LEEDS UNITED 2-1 26-09-71. LLIGA SPORTING GIJON-BARCELONA 1-0 29-09-71. RECOPA BARCELONA-DESTILLERRY 4-0 03-10-71. LLIGA BARCELONA-ATLETICO MADRID 0-0 10-10-71. LLIGA BETIS-BARCELONA 0-0 16-10-71. LLIGA BARCELONA-CELTA DE VIGO 1-0 20-10-71. RECOPA BARCELONA-STEAUA B. 0-1 31-10-71. LLIGA SABADELL-BARCELONA 0-0 03-11-71. RECOPA STEAUA B.-BARCELONA 2-1 07-11-71. AMISTÓS COMBINAT CATALA-BARCELONA 1-3 14-11-71. LLIGA BARCELONA-ATHLETIC BILBAO 0-1 21-11-71. LLIGA VALENCIA-BARCELONA 1-0 28-11-71. LLIGA REAL MADRID-BARCELONA 1-1 05-12-71. LLIGA BARCELONA-GRANADA 2-0 08-12-71. AMISTÓS BARCELONA-VASAS BUDAPEST 0-1 12-12-71. LLIGA DEPORTIVO LA CORUNA-BARCELONA 0-2 19-12-71. LLIGA BARCELONA-SEVILLA 1-0 02-01-72. LLIGA BURGOS-BARCELONA 2-3 06-01-72. LLIGA BARCELONA-CORDOBA 4-1 16-01-72. LLIGA MALAGA-BARCELONA 0-0 23-01-72. LLIGA REAL SOCIEDAD-BARCELONA 2-2 27-01-72. AMISTÓS MATARO-BARCELONA 0-5 30-01-72. LLIGA BARCELONA-ESPANYOL 2-0 02-02-72. AMISTÓS TARRAGONA-BARCELONA 0-1 06-02-72. LLIGA LAS PALMAS-BARCELONA 1-2 08-02-72. AMISTÓS TENERIFE-BARCELONA 4-0 13-02-72. LLIGA BARCELONA-SPORTING GIJON 1-0 20-02-72. LLIGA ATLETICO MADRID-BARCELONA 1-1 27-02-72. LLIGA BARCELONA-BETIS 2-2 05-03-72. LLIGA CELTA DE VIGO-BARCELONA 1-2 12-03-72. LLIGA BARCELONA-SABADELL 2-0 19-03-72. LLIGA ATHLETIC BILBAO-BARCELONA 0-1 26-03-72. LLIGA BARCELONA-VALENCIA 1-1 03-04-72. LLIGA BARCELONA-REAL MADRID 1-0 09-04-72. LLIGA GRANADA-BARCELONA 2-0 13-04-72. AMISTÓS SANT ANDREU-BARCELONA 3-1 16-04-72. LLIGA BARCELONA-DEPORTIVO LA CORUNA 1-0 22-04-72. LLIGA SEVILLA-BARCELONA 1-2 30-04-72. LLIGA BARCELONA-BURGOS 2-1 04-05-72. AMISTÓS FIGUERES-BARCELONA 0-0 /2-3/ penals 07-05-72. LLIGA CORDOBA-BARCELONA 1-0 14-05-72. LLIGA BARCELONA-MALAGA 0-1 21-05-72. AMISTÓS GAVÁ-BARCELONA, 0-8 28-05-72. TROFEO"TERESA HERRERA" BARCELONA-A.D.O. DEN HAAG 2-0 01-06-72. AMISTÓS CALELLA-BARCELONA 1-5 04-06-72. COPA GENERALISIMO CASTELLON-BARCELONA 0-0 10-06-72. COPA GENERALISIMO BARCELONA-CASTELLON 2-1 17-06-72. COPA GENERALISIMO BARCELONA-ATLETICO MADRID 0-2 21-06-72. AMISTÓS BANYOLES-BARCELONA 0-8 24-06-72. COPA GENERALISIMO ATLETICO MADRID-BARCELONA 1-0 |